# Palatul Babos din Cluj-Napoca
Palatul Babos din Cluj-Napoca este un monument istoric și de arhitectură, edificiu reprezentativ pentru arhitectura Belle Époque din Cluj. Clădirea a fost construită pe strada Regele Ferdinand nr. 38.

## Descriere
Palatul, care este în formă de V și care face parte dintr-un complex arhitectural alături de Palatul Széki, Palatul Berde și Palatul Elian, a fost construit la începutul anilor 1890 și poartă numele primului proprietar, Babos Sándor.
Până în 1944 la etajul II a funcționat o breaslă artistică transilvană.